# Повесть о женщине
«Повесть о женщине» — советский широкоэкранный художественный фильм, снятый в 1973 году режиссёром Владимиром Денисенко на киностудии имени Александра Довженко.
Премьера фильма состоялась 3 марта 1975 года. Прокат — 7,7 млн зрителей.

## Сюжет
Наталка Нечай — оператор прокатного стана, сталкивающаяся с личными и профессиональными проблемами. Влюбляется в археолога Фёдора Порожного, что заставляет её пересмотреть свою жизнь.

## В ролях
- Наталия Наум — Наталка Нечай
- Фёдор Панасенко — Фёдор Порожный
- Иван Миколайчук — писатель
- Ирина Шевчук — Марта
- Александр Быструшкин — Сашко
- Галина Долгозвяга — Ганя
- Виктор Маляревич — Борис
- Владимир Олексеенко — Крайниченко

## Съёмочная группа
- Режиссёр: Владимир Денисенко
- Сценарист: Владимир Денисенко
- Оператор: Василий Трушковский
- Художник: Валерий Новаков
- Звукорежиссёр: Георгий Парахников
- Композитор: Александр Билаш

## Фестивали и награды
- 1975 — Республиканский кинофестиваль «Человек труда на экране» в Жданове — Диплом за лучшую роль (Наталия Наум)[2]